# Пасторальна симфонія (фільм)
«Пасторальна симфонія» (фр. La symphonie pastorale) — французька кінодрама 1946 року поставлена режисером Жаном Деланнуа за однойменним романом Андре Жіда. Прем'єра фільму відбулася у вересні 1946 року на 1-му Каннському кінофестивалі, де він разом з іншими 11-а стрічками здобув Гран-прі.

## Сюжет
Жан Мартенс (П'єр Бланшар), пастор зі швейцарського гірського села, у переддень Різдва приймає в сім'ю сліпу дівчинку Гертруду (Мішель Морган). Проходить час, дівчинка зростає і стає привабливою молодою жінкою. Пастор усвідомлює, що закохався в неї. Але його син Жак також кохає Гертруду. Незважаючи на це, Жак вирішує одружитися з іншою дівчиною. Але його наречена хоче, щоб він належав тільки їй, тому влаштовує, щоб Гертруда опинилася у лікарні, а Жак потім міг вибрати з ким хоче провести решту життя. А тим часом до Гертруди раптом повертається зір. Не в змозі прийняти любов Жака і, зневірившись у прихильності до неї пастора, Гертруда розуміє, що її колишнє щастя було втрачено назавжди…

## В ролях
| Мішель Морган   | ···· | Гертруда                |
| П'єр Бланшар    | ···· | Жан Мартенс             |
| Лін Норо        | ···· | Амелі Мартенс           |
| Андре Клеман    | ···· | П'єтт Кастеран          |
| Розін Люге      | ···· | Шарлотта Мартенс        |
| Мона Доль       | ···· | Клер, сестра            |
| Робер Деморже   | ···· | П'єр Мартенс            |
| Елен Дассонвіль | ···· | мадемуазель де ла Гранж |
| Жермен Мішель   | ···· | стара                   |
| Флоренс Брієр   | ···· | подруга Гертруди        |
| Альбер Гладо    | ···· | Поль Мартенс            |
| Жак Ловінью     | ···· | Кастеран                |
| Жан Десайї      | ···· | Жак Мартенс             |

## Визнання
| Нагороди та номінації фільму «Пасторальна симфонія» | Нагороди та номінації фільму «Пасторальна симфонія» | Нагороди та номінації фільму «Пасторальна симфонія» | Нагороди та номінації фільму «Пасторальна симфонія» | Нагороди та номінації фільму «Пасторальна симфонія» | Нагороди та номінації фільму «Пасторальна симфонія» |
| Рік                                                 | Кінофестиваль/кінопремія                            | Категорія/нагорода                                  | Номінант                                            | Результат                                           |                                                     |
| --------------------------------------------------- | --------------------------------------------------- | --------------------------------------------------- | --------------------------------------------------- | --------------------------------------------------- | --------------------------------------------------- |
| 1946                                                | 1-й Каннський кінофестиваль                         | Гран-прі                                            | Пасторальна симфонія                                | Перемога                                            |                                                     |
| 1946                                                | 1-й Каннський кінофестиваль                         | Найкраща акторка                                    | Мішель Морган                                       | Перемога                                            |                                                     |